# Miesha McKelvy-Jones
Miesha McKelvy-Jones (née le 26 juillet 1976) est une athlète américaine spécialiste du 100 m haies.
En 1999, elle remporte la médaille de bronze aux Jeux panaméricains de Winnipeg. Elle s'illustre durant la saison 2003 en établissant la meilleure performance de sa carrière en 12 s 51 lors du meeting de Eugene. Lors des Championnats du monde d'athlétisme 2003 à Paris, elle monte sur la troisième marche du podium derrière la Canadienne Perdita Felicien et la Jamaïcaine Brigitte Foster. En fin de saison, elle prend la troisième place de la finale mondiale de l'IAAF de Monaco.

## Palmarès
| Date | Compétition                     | Lieu     | Résultat | Discipline  | Performance |
| ---- | ------------------------------- | -------- | -------- | ----------- | ----------- |
| 1999 | Jeux panaméricains              | Winnipeg | 3e       | 100 m haies | 12 s 91     |
| 2003 | Championnats du monde           | Paris    | 3e       | 100 m haies | 12 s 67     |
| 2003 | Finale mondiale de l'athlétisme | Monaco   | 3e       | 100 m haies |             |